# Dialecto Kagoshima
El dialecto de Kagoshima (pronunciada por nativos como kagomma) es el dialecto del japonés hablado en el anterior área de Ōsumi  y provincias de Satsuma ahora anexadas a la prefectura de Kagoshima. A pesar de no ser un Idioma separado al Idioma japonés, es muy conocido por su Inteligibilidad mutua con otros dialectos e incluso con otros  Dialectos de Kyushu. [cita requerida]

## Diferencias con el Japonés estándar

### Fonología
- Las sílabas /ai/, /ae/ y /oi/ son pronunciadas /ë(ː)/ y /ï(ː)/. La pronunciación /ë(ː)/ se forma cuando está la fusión /oi/ o /ae/  y la pronunciación /ï(ː)/ es dada cuando está la fusión /ai/.

### Partículas
- Las partículas ば(ba) u  をば  (oba) reemplazan a la estándar を(o).
- Las partículas ど(do) y と(to) reemplazan a la estándar よ (yo).
- La partícula interrogativa け(ke)  reemplaza a か (ka).
- La partícula が(ga) tiene la función de la estándar の(no) de indicar posesión.
- La partícula せー(see) reemplaza a las partículas へ(e) y に(ni).

### Uso de la cópula じゃ(ja)
| Dialecto Kagoshima | Dialecto estándar | Español                            |
| ------------------ | ----------------- | ---------------------------------- |
| じゃ               | だ                | Cópula desu informal (ser o estar) |
| じゃん             | ではない          | forma negativa                     |
| じゃった           | だった            | forma pasada                       |
| じゃろ             | だろうな          | Quizá sea                          |

### Adjetivos -ka
| Forma ka     | Forma i | japonés estándar | español   |
| ------------ | ------- | ---------------- | --------- |
| yoka         | e, ee   | yoi              | Bueno     |
| itaka        | ite     | itai             | Doloroso  |
| unmaka       | unme    | umai             | delicioso |
| nukka        | nukii   | atsui            | caliente  |
| waika, wakka | warii   | warui            | malo      |

#### Conjugación
|                  | presente     | pasado              | presente neg.            | pasado neg.                     |
| ---------------- | ------------ | ------------------- | ------------------------ | ------------------------------- |
| Adjetivo tipo ka | ぬっか nukka | ぬっかった nukkatta | ぬ(っ)くなか nu(k)kunaka | ぬ(っ)くなかった nu(k)kunakatta |